# Marcel Alexandre Bertrand
Marcel Alexandre Bertrand (Parigi, 2 luglio 1847 – Parigi, 13 febbraio 1907) è stato un geologo francese.

## Biografia
Era figlio del matematico Joseph Louis François Bertrand (1822-1900) e genero del fisico Éleuthère Mascart (1837-1908).
Studiò all'École Polytechnique e, a partire dal 1869, frequentò l'Ecole des Mines de Paris. Dal 1877 condusse gli studi di cartografia geologica della Provenza, delle montagne del Giura e delle Alpi. Nel 1886 divenne istruttore presso l'École Nationale Supérieure des Mines e nel 1896 divenne membro dell'Académie des sciences.
Bertrand, fu uno dei fondatori della tettonica moderna, diede origine a una "teoria ondulatoria" orogenica della costruzione di montagne e introdusse l'ipotesi delle nappe de charriage. La sua teoria ondulatoria descriveva un accumulo di enormi pieghe di terra che si verificavano in epoche geologiche successive, chiamate orogenesi calandoniana, ercinica e alpina. Bertrand in seguito aggiunse un quarto evento chiamato orogenesi uroniana, che ebbe luogo da 2400 a 2100 milioni di anni fa, in epoca precambriana.
Nel 1890 fu nominato presidente della Société géologique de France. Il Concours de Géologie gli conferì due volte il Prix Vaillant (1886 e 1890); vinse anche il Prix Fontannes (della Société géologique de France) nel 1888 e il Prix Petit d'Ormoy nel 1893.

## Opere principali
- Études dans les Alpes françaises. structure en éventail, massifs amygdaloïdes et métamorphisme 1894.
- Sur la structure du mont Joly près de Saint-Gervais (Haute-Savoie), 1896.
- Les chaînes septentrionales des Alpes bernoises, 1899.
- La grande nappe de recouvrement de la Basse-Provence, 1899.
- Mémoire sur les refoulements qui ont plissé l’écorce terrestre et sur le rôle des déplacements horizontaux, 1908.
- Œuvres géologiques de Marcel Bertrand (con Emmanuel de Margerie; 3 volumi, 1927–31).